# Richard Johansson
Carl Richard Johansson (* 18. Juni 1882 in Gävle; † 24. Juli 1952 ebenda) war ein schwedischer Eiskunstläufer, der im Einzellauf und im Paarlauf startete.
Bei den Olympischen Spielen 1908 in London gewann er die Silbermedaille hinter seinem Landsmann Ulrich Salchow und vor seinem Landsmann Per Thorén und war damit Teil des gesamtschwedischen Podiums der Herrenkonkurrenz bei diesen ersten Olympischen Spielen, bei denen Eiskunstlauf im Programm war.
Viermal nahm der vierfache schwedische Meister im Einzellauf an Weltmeisterschaften teil und einmal an Europameisterschaften, konnte dort aber keine Medaille erringen. Bei seinem einzigen Auftritt im Paarlauf gewann er jedoch an der Seite von Gertrud Ström bei der Weltmeisterschaft 1909 im heimischen Stockholm die Bronzemedaille.

## Ergebnisse

### Einzellauf
| Wettbewerb / Jahr           | 1904 | 1905 | 1906 | 1907 | 1908 | 1909 | 1910 | 1911 | 1912 | 1913 | 1914 |
| --------------------------- | ---- | ---- | ---- | ---- | ---- | ---- | ---- | ---- | ---- | ---- | ---- |
| Olympische Winterspiele     |      |      |      |      | 2.   |      |      |      |      |      |      |
| Weltmeisterschaften         |      | 4.   |      |      |      | 4.   |      | 5.   |      |      | 9.   |
| Europameisterschaften       |      |      |      |      |      |      |      |      |      | 5.   |      |
| Schwedische Meisterschaften | 1.   |      |      |      | 1.   | 1.   | 1.   |      |      |      |      |

### Paarlauf
(mit Gertrud Ström)
| Wettbewerb / Jahr   | 1909 |
| ------------------- | ---- |
| Weltmeisterschaften | 3.   |